# Sean Bell

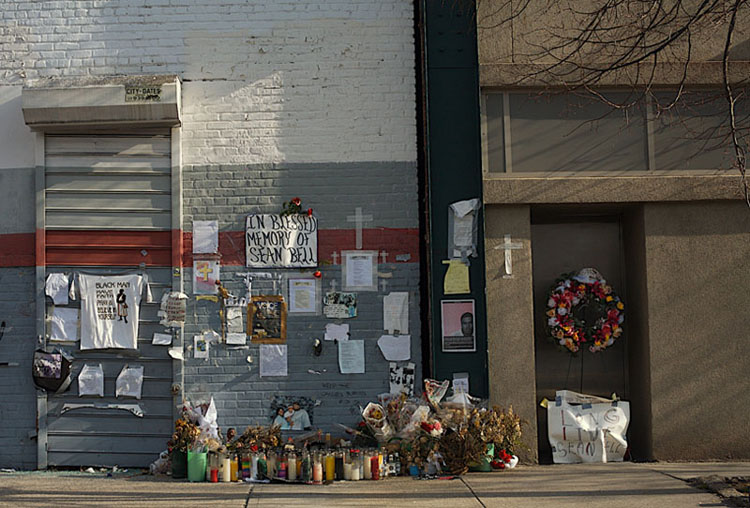
Gedenkstelle an dem Ort, an dem die tödlichen Schüsse fielen (Dezember 2006)

Sean Bell (* 18. Mai 1983; † 25. November 2006 in New York) wurde durch Beamte des New York City Police Department erschossen. Sein Tod rief erhebliche Proteste und die Forderung nach dem Rücktritt des Polizeichefs von New York hervor.
Bell war in der Vergangenheit dreimal wegen Drogenhandels und Besitz von Feuerwaffen festgenommen worden. Seine Begleiter Joseph Guzman und Trent Benefield waren ebenfalls mehrfach festgenommen worden, jeder mindestens einmal wegen Besitz von Schusswaffen. Guzman wurde wegen bewaffneten Überfalls zu Gefängnisstrafen verurteilt, Benefield war wegen Raub vorbestraft.
Bell plante für den 25. November 2006 seine Hochzeit mit Nicole Paultre, mit der er bereits zwei Kinder hatte. Er feierte mit Freunden im Stadtteil Queens in dem Striptease-Club "Kalua" in der Nacht vom 24. auf den 25. November 2006 seinen Junggesellenabschied. Das Lokal wurde von Polizeikräften wegen des Verdachts auf Drogengeschäfte und Prostitution beobachtet.
Nach einem Streit zwischen Guzman und einer Frau im Club soll laut einem anwesenden Undercover-Agenten mit Waffengewalt gedroht worden sein. Als Sean Bell und seine Freunde Joseph Guzman und Trent Benefield den Club verließen, folgte ihnen ein Polizeibeamter, der einen Streit gehört haben will, in dem geäußert worden sein soll: „Yo, get my gun, get my gun.“ („Hey, hol meine Waffe, hol meine Waffe“). Polizeibeamte versperrten Bell und seinen Freunden den Weg, als diese mit ihrem Wagen anfuhren. Sie verletzten hierbei einen Polizeibeamten in Zivil. Diese eröffneten das Feuer auf das Fahrzeug und die Insassen. Insgesamt wurden 50 Schüsse von den Polizeibeamten abgegeben. Mindestens ein Beamter muss während der Schießerei seine Waffe nachgeladen haben, da er 31 Schüsse abgab, das Magazin seiner Waffe aber nur 15 Patronen fasst. Sean Bell wurde tödlich am Hals und in den Arm getroffen. Eine Waffe wurde weder im Automobil noch bei den drei Insassen gefunden.

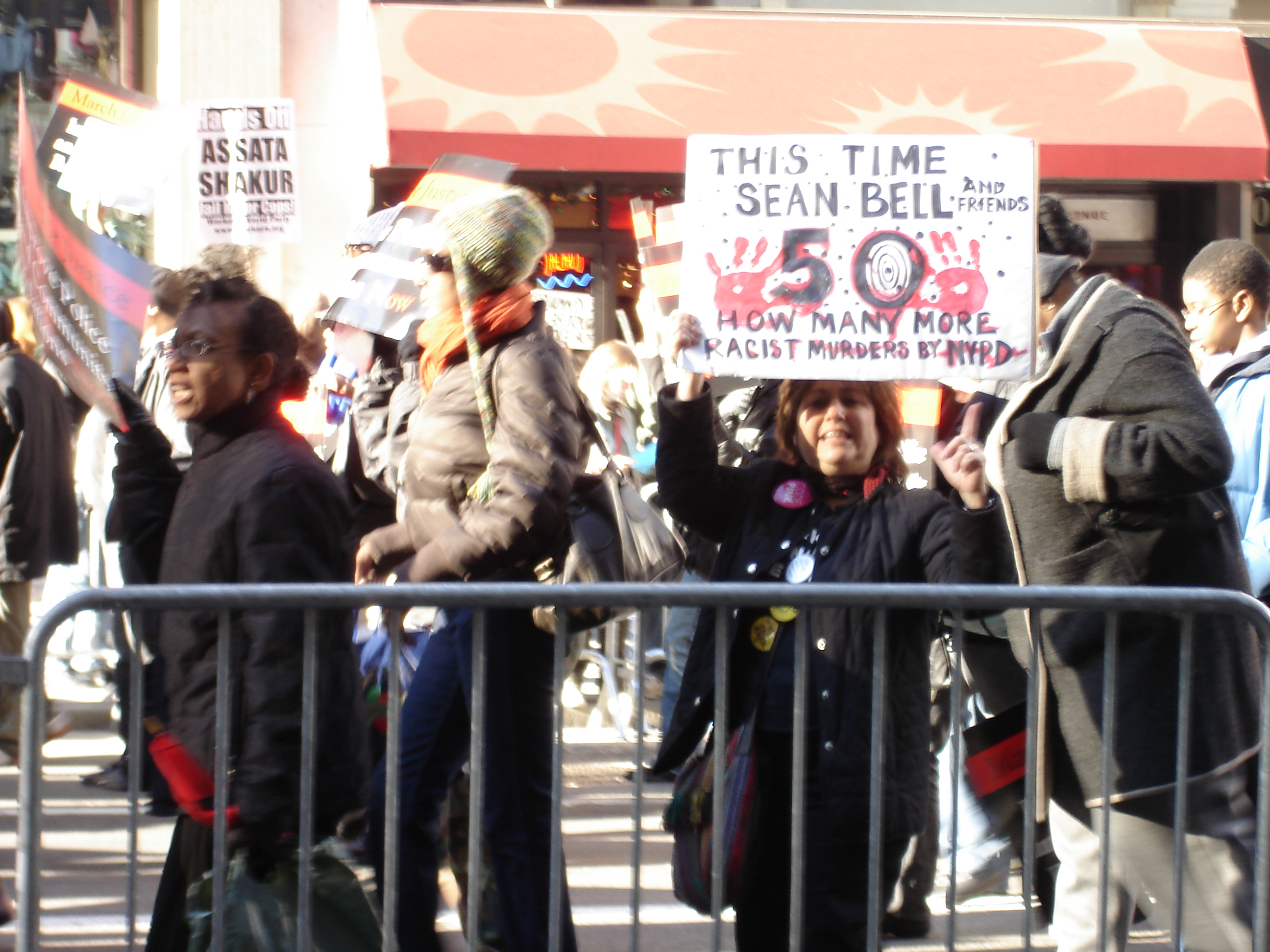
Protest wegen des Todes von Sean Bell.

Der Vorfall führte zu erheblichen Protesten mit hunderten Demonstranten, die unter Führung des Bürgerrechtlers Al Sharpton den Rücktritt des New Yorker Polizeichefs Raymond Kelly forderten. Zur Beisetzung erschienen hunderte Teilnehmer, die gegen die Tötung Bells demonstrierten. Eine Großdemonstration wurde für den 6. Dezember 2006 angekündigt. Der Bürgermeister New Yorks, Michael Bloomberg, sagte umfassende Ermittlungen zu und bezeichnete den Vorfall als nicht akzeptabel und unerklärlich. Rassistische Motive sollen, obwohl das Opfer schwarz war, nicht zwingend eine Ursache gewesen sein, da zwei der Beamten schwarz waren und einer Latino.
2008 kam es zum Strafprozess gegen drei der Polizeibeamte, die an dem Vorfall beteiligt waren. Sie wurden im April 2008 freigesprochen. Gleichzeitig war eine 50-Million-Dollar-Schadenersatzklage gegen die Stadt New York anhängig. Diese endete mit einem Vergleich, der 3,25 Millionen Dollar für die Familie, 3 Millionen Dollar für Guzman und 900.000 Dollar für Benefield vorsah.